# Gelastocera
Gelastocera é um gênero de traça pertencente à família Arctiidae.